# هووزد (ناحیه پلزن-شمالی)
هووزد (به چکی: Hvozd) یک منطقهٔ مسکونی در جمهوری چک است که در ناحیه پلزن-شمالی واقع شده‌است. هووزد ۱۱٫۰۷ کیلومتر مربع مساحت و ۲۴۸ نفر جمعیت دارد و ۵۷۳ متر بالاتر از سطح دریا واقع شده‌است.